# バイーア級偵察巡洋艦
| バイーア級偵察巡洋艦 | バイーア級偵察巡洋艦 |
| -------------------- | --- |
| 竣工時の「バイーア」 | |
| 艦級概観             | |
| 艦種                 | 偵察巡洋艦 |
| 艦名                 | 州名 |
| 前級                 | アルミランテ・バローゾ |
| 次級                 | バローゾ |
| 性能諸元             | |
| 排水量               | 常備：3,100トン 満載：-トン |
| 全長                 | 122.4m |
| 水線長               | 115.8m |
| 全幅                 | 11.9m |
| 吃水                 | 4.4m |
| 機関                 | 竣工時：ヤーロー式石炭専焼水管缶12基 +パーソンズ式直結タービン3基3軸推進 |
| 最大出力             | 竣工時：18,000hp 1926年時：22,000hp |
| 最大速力             | 竣工時：26.5ノット 1926年時：28.2ノット |
| 航続距離             | 竣工時：10ノット/4,000海里 |
| 燃料                 | 竣工時：石炭：650トン |
| 乗員                 | 340名 |
| 兵装                 | アームストロング 12cm（50口径）単装速射砲10基 オチキス 4.7cm（23口径）単装機砲6基（1942年に全撤去） （1942年：エリコン 2cm（76口径）単装機銃6基追加） 45cm単装魚雷発射管2門 |
| 装甲                 | 甲板：19mm（平坦部）、31mm（傾斜部） 司令塔：76mm（最厚部） |

バイーア級偵察巡洋艦（バイーアきゅうぼうごじゅんようかん、cruzador Bahia class）は、第一次世界大戦前に就役したブラジル海軍の偵察巡洋艦の艦級で同型艦は2隻。

## 概要
本級はブラジル海軍が1906年度海軍計画に於いて、自国の沿岸を警備するためにイギリスのアームストロング社に発注し、本級のタイプシップとしてアドヴェンチャー級偵察巡洋艦の設計を元にし2隻ともニューカッスル造船所で建造されたクラスである（「バイーア」はアームストロング社エルジック造船所建造とする資料もある）。

## 艦形

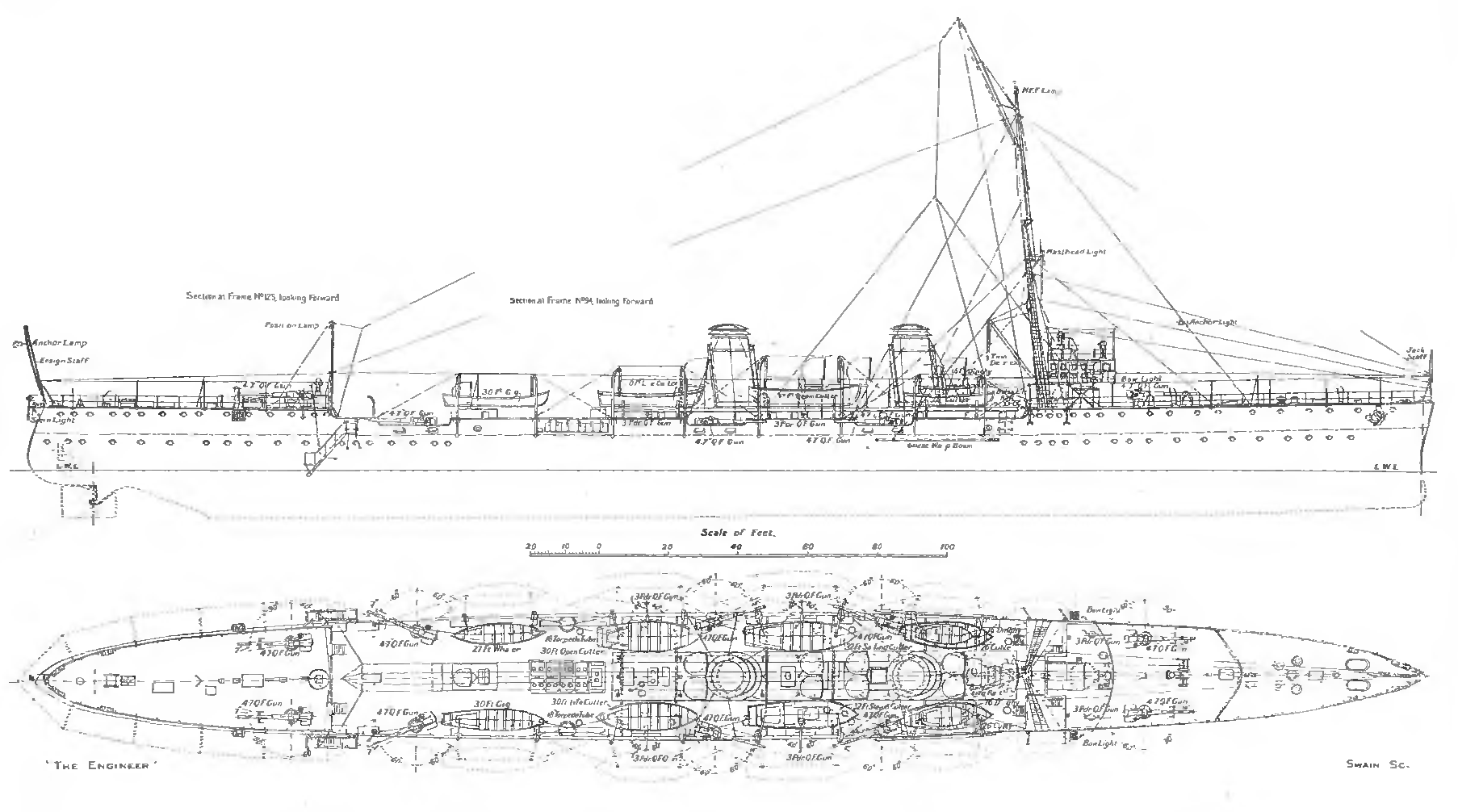
竣工時の本級の艦形図。

本級の船体形状は長船首楼型船体である。乾舷の低い艦首から艦首甲板に「アームストロング 12cm（50口径）速射砲」が防盾の付いた単装砲架で並列で2基配置、司令塔を組み込んだ操舵艦橋と簡素な単脚式の前部マストが立つ。
船体中央部には2本煙突が立ち、その周囲には煙管型の通風筒が立っている。煙突の周囲は艦載艇置き場となっており、2本1組として片舷4組ずつ計8組のボート・ダビットにより運用された。舷側部には12cm速射砲が片舷3基ずつ6基配置された。2番煙突の後方の舷側部の艦内に設けられた発射管室に45cm魚雷発射管を単装で片舷1基ずつ計2基を搭載した。使用しない時は発射管室はシャッターで波浪から守られた。後部甲板には後部マストと12cm単装速射砲が後ろ向きに並列で2基配置された。

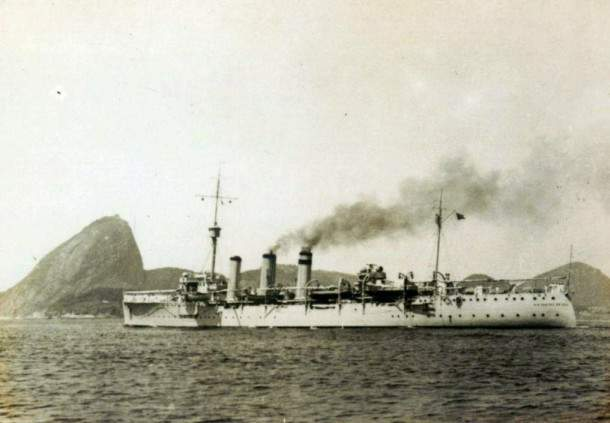
1920年代に撮られた「リオグランデ・ド・スル」。

本級は1920年代後半の1925年から1926年にかけて近代化改装が行われた。外観上の変化は艦橋が大型化し、機関が換装されてボイラー配置が変更された関係で2本煙突が3本煙突となった程度である。武装面においては4.7cm速射砲2基と45cm魚雷発射管2基が撤去され、代わりに対空火器として7.6cm高射砲を単装砲架で2基と53.3cm連装魚雷発射管が追加された。

## 武装

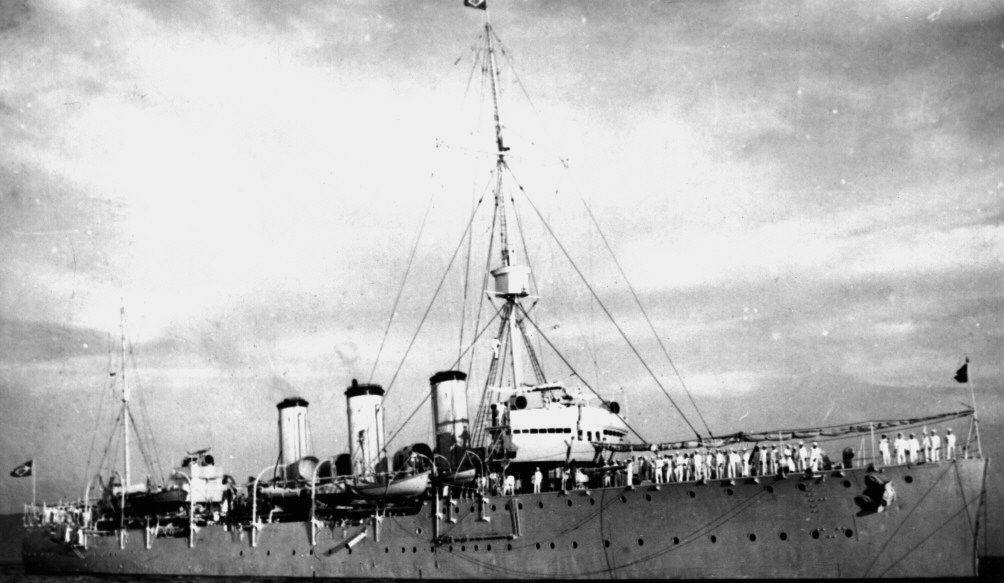
近代化改装後の「バイーア」。

### 主砲、その他の備砲・雷装等
主砲はアームストロング社の新設計の「1895年型 12cm（45口径）速射砲」を採用している。その性能は重量22.7kgの砲弾を最大仰角20度で10,940mまで届かせることが出来た。砲架の俯仰能力は仰角20度・俯角10度である。さらに旋回角度は360度であったが、実際は上部構造物により制限を受けた。砲の旋回、砲身の上下・砲弾の装填の動力は人力を必要とした。発射速度は毎分10発である。
他に対水雷艇火器として「オチキス 4.7cm（23口径）単装機砲」を単装砲架で4基を搭載した。他に対艦攻撃用に45cm魚雷発射管を船体後部の舷側に単装で片舷1基ずつ計2基を搭載した。使用しない時は発射管室はシャッターで波浪から守られた。

### 竣工後の武装換装
1920年代に4.7cm速射砲2基と45cm魚雷発射管2基が撤去され、代わりに対空火器として「アームストロング 7.6cm（40口径）高射砲」を単装砲架で2基が追加された。その性能は重量6.5kgの砲弾を仰角42度で射程10,000mまで、仰角70度で高度5,790mまで届かせられた。これを単装砲架で6基搭載した。俯仰能力は仰角75度・俯角10度である、旋回角度は360度であったが、実際は上部構造物により射界に制限を受けた。砲身の俯仰・砲塔の旋回・砲弾の揚弾・装填は主に人力を必要とした。発射速度は毎分15発である。そして対艦攻撃用に53.3cm連装魚雷発射管が舷側甲板上に片舷1基ずつ計2基4門が追加された。
1942年に4.7cm速射砲の残りを全て撤去して、代わりにエリコン 2cm（76口径）単装機銃6丁に更新した。

## 機関

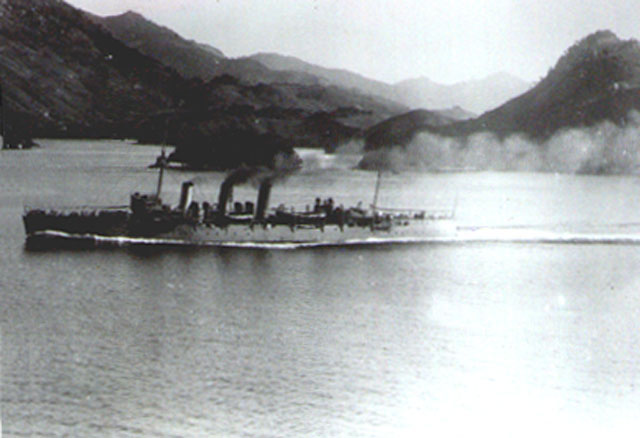
機関換装後の「バイーア」。

本級の機関はヤーロー式石炭専焼水管缶12基にパーソンズ式直結タービン3基を組み合わせ、「バイーア」は公試において最大出力20,010馬力で速力27.02ノットを、「リオグランデ・ド・スル」は22,830馬力で27.41ノットという俊足を発揮した。しかし、当時のタービン機関は現代のように減速用のギアボックスを介さない直結型であったために、最も効率の良い高速航行時以外は燃費が悪かった。
竣工後の1925年から1926年にかけてリオデジャネイロで近代化改装を行った際に、老朽化した機関をソーニクロフト式重油専焼高温水管缶6基とブラウン・カーチス式ギヤード・タービン3基に更新された事により、最大出力22,000馬力で速力28ノットを発揮できた。この時にボイラー配置が換わったために2本煙突から3本煙突に変更された。

## 同型艦
- バイーア（Bahia）

アームストロング社ニューカッスル造船所（エルジック造船所建造とする資料もある）にて1907年8月19日に起工、1909年1月20日に進水、1910年3月2日に就役。1945年7月4日にセントピーター・セントポール群島で対空訓練中に2cm機銃で魚雷発射管を誤射して爆沈（搭載爆雷を誤射とする資料もある）、生存者22名。
- リオグランデ・ド・スル（Rio Grande do Sul）

アームストロング社ニューカッスル造船所にて1907年8月30日に起工、1909年4月20日に進水、1910年5月14日に就役。1948年6月に除籍後、解体処分。

## 参考図書
- 「世界の艦船増刊第46集　イギリス巡洋艦史」（海人社）
- 「Conway All The World's Fightingships 1860-1905」（Conway）
- 「Conway All The World's Fightingships 1906-1922」（Conway）
- 「写真シリーズ/なつかしの艦影/その502 ブラジル偵察巡洋艦「バイア」」『世界の艦船 2019年1月号（通巻第891集）』（海人社、2018年11月24日、185頁）